# Bayantes, Zavkhan
Bayantes (tiếng Mông Cổ: Баянтэс) là một sum của tỉnh Zavkhan ở miền tây Mông Cổ. Vào năm 2009, dân số của sum là 3.024 người.

## Địa lý
Sum có diện tích khoảng 4.200 km2 và giáp với Liên bang Nga. Trung tâm sum, Altai, nằm cách tỉnh lỵ Uliastai 254 km và thủ đô Ulaanbaatar 1.067 km.

### Khí hậu
Nhiệt độ trung bình hàng năm ở khu vực này là -1 °C. Tháng ấm nhất là tháng 7, khi nhiệt độ trung bình là 24 °C và lạnh nhất là tháng 12, với -26 °C. Lượng mưa trung bình hàng năm là 228 mm. Tháng ẩm ướt nhất là tháng 8, với lượng mưa trung bình là 57 mm, và khô nhất là tháng 3, với 3 mm.

## Kinh tế
Sum có một trường học, bệnh viện, trung tâm thương mại, nhà văn hóa và trạm khí tượng.